# Stojčo Vasilev Breskovski
Stojčo Vasilev Breskovski (in bulgaro Стойчо Василев Бресковски?; Granit- provincia di Stara Zagora, 25 dicembre 1934 – Sofia, 15 gennaio 2004) è stato un paleontologo bulgaro.
Esperto in biostratigrafia e geologia, ha raccolto più di 4000 ammoniti, descrivendo circa 40 nuove famiglie e sottofamiglie, generi e sottogeneri, specie e sottospecie. La sua collezione è ora depositata presso i principali musei di storia naturale e paleontologia della Bulgaria. Breskovski è noto per il suo lavoro sulla fauna di Barremiano, Cretacico inferiore, nonostante non fosse mai stato in Europa Occidentale.

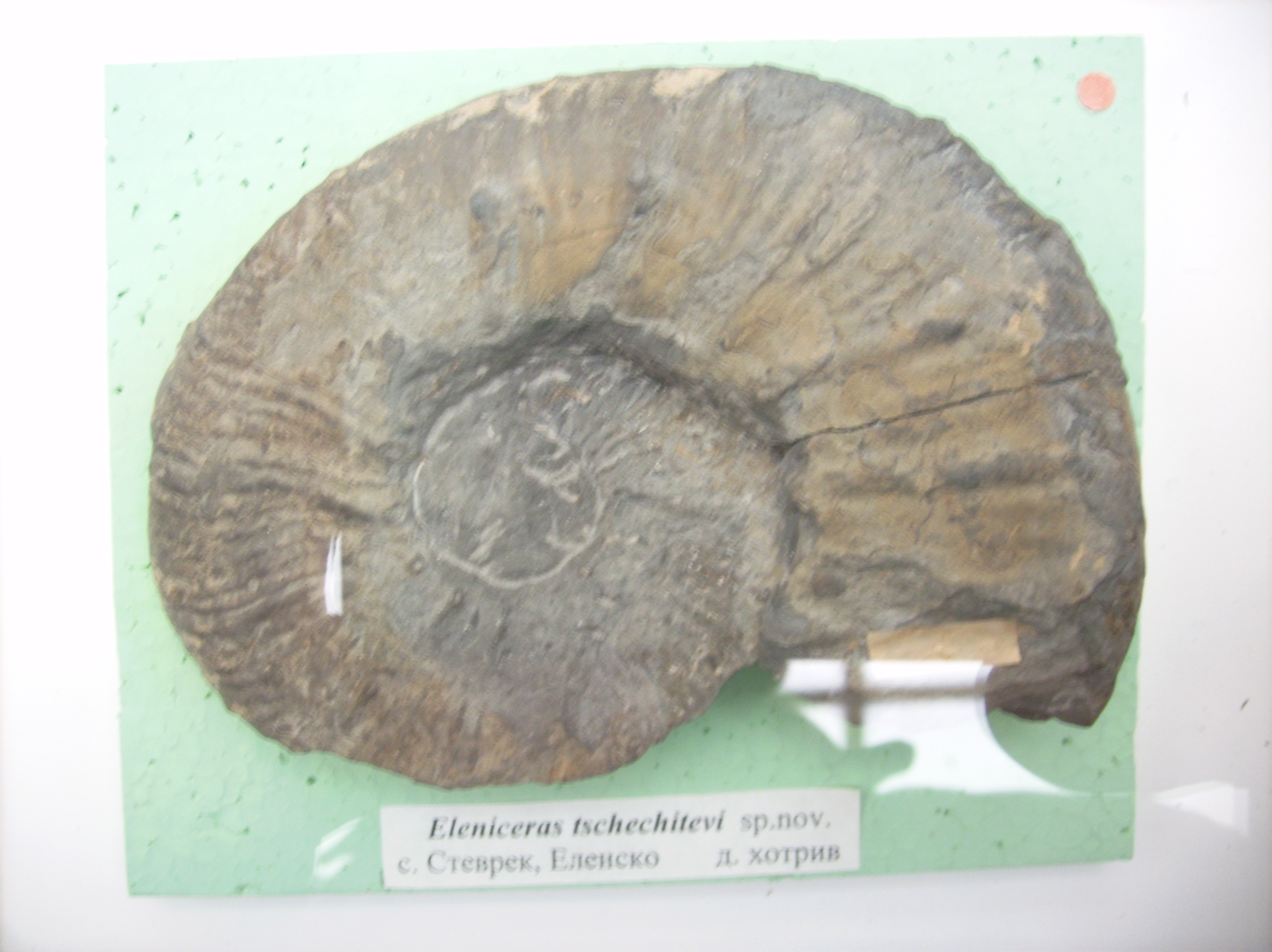
Eleniceras tschechitevi, Hauteriviano, Stevrek, vicino a Elena (Bulgaria) Museo di Paleontologia, L'Università di Sofia

## Biografia
Nato a Granit, un paesino vicino a Plovdiv,  dove si trova il più vecchio albero della Bulgaria, si interessò sin da giovane alla natura. Dopo i primi studi compiuti a Plovdiv, contro la volontà dei genitori che l'avrebbero voluto ingegnere, dal 1953 al 1958 Breskovski studiò geologia all'Università di Sofia. Nel 1958 si laureò in paleontologia. Tra la fine degli anni 1950 e l'inizio degli anni 1960 contribuì a delineare la carta geologica e stratigrafica della Bulgaria, curando i rilievi del nord-ovest della nazione.
Dal 1975 al 1995 lavorò come ricercatore e conservatore della collezione paleontologica al Museo Nazionale di Storia Naturale a Sofia.
Breskovski fu un appassionato viaggiatore scientifico in Bulgaria, Russia, Georgia, Cuba, ed ebbe l'hobby del collezionismo (francobolli, piccoli calendari, libri etc.)
Pensava alla ricchezza e alla scienza come cose distinte e incompatibili.

## Collezioni
Gran parte de materiale raccolto e catalogato da Breskovski è parte delle collezioni esposti al musei regionali di scienze naturali in Elena, Ruse, Šumen, Razgrad e anche al Museo Nazionale di Storia Naturale.

## Riconoscimenti
A lui sono stati dedicati alcuni taxa di ammoniti: Breskovskiceras Vermeulen et Lazarin, 2007;  Plesiospitidiscus breskovskii Cecca et al., 1998; Montanesiceras breskovskii Vaŝiĉek et al.,  2013.

## Pubblicazioni
- V. Tzankov, S. Breskovski (1985), Ammonites des familles Holcodiscidae Spath, 1924 et Astieridiscidae Tzankov & Breskovski, 1982. Description paleontologique, Geologica Balcanica, 15.5. , 3-53.
- S. Breskovski (1975), Les zones et sous-zones ammonitiques dans l'étage Barrémien en Bulgarie du Nord-Est, Geologica Balcanica, N.S., 5, 46-66.
- St. Breskovski (1967), Eleniceras - genre nouveau d'ammonites hautériviens, Bull. Geol. Inst., Ser. Paleontology, 16: 47-52.
- St. Breskovski (1977), Genres nouveaux du Crétacé inférieur de la famille Desmoceratidae Zittel, 1895 (Ammonoidea). C.R. Acad. bulg. Sci., 30, 10; 1463-65.
- St Breskovski (1977), Sur la classification de la famille Desmoceratidae Zittel, 1895 (Ammonoidea, Crétacé), C. R. Acad. bul. sci, 30, 6: 891-4.
- S. Breskovski, T. Nikolov (1978), On a new ammonite species - Tropaeum rasgradensis sp. n.  (Ammonoidea) from SE Bulgaria, C. R. Acad. bulg. sci., 31, 7; 901-3.
- Стойчо Бресковски (1966), Биостратиграфия на барема южно от Брестак, Варненско, Тр. Геолог Бълг., сер. Палеонтология, 8, 71-121.